# ديفيد بينيت (مغني)
ديفيد بينيت (بالإنجليزية: David Bennett)‏ هو مغني أمريكي، ولد في 1963 في كانساس سيتي في الولايات المتحدة.